# Generación del 13

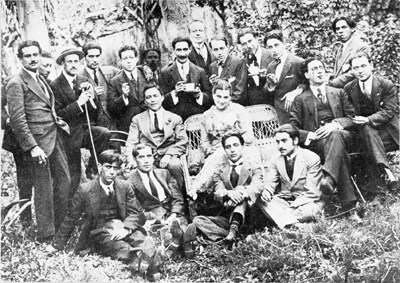
Fotografía de la «generación del 13».
De izquierda a derecha, de pie: Exequiel Plaza, Claudio de Alas, Tony Rogers (empresario teatral), Alberto Lobos, Alberto Romero, Pedro Luna, José Backhaus, Lautaro García, Julio Ortiz de Zárate, Camilo Mori y Alfredo Lobos.
Sentados, al centro: Julio Vásquez Cortés, Elmina Moisan, Carlos Predes Saldías y Luis Johnson.
Sentados, en el suelo: Enrique Lobos, Manuel Gallinato, Fernando Meza y Julio Walton.

La generación del 13 fue el primer grupo pictórico de Chile. Su nombre se debió a la exposición conjunta que desarrollaron en 1913, en los salones del diario chileno El Mercurio. Entre las características del grupo están la fascinación por el arte criollo y sus costumbres, la crítica social y el retrato de un personaje inédito hasta entonces en la pintura nacional, el proletariado.
El grupo tenía un carácter bohemio similar al comienzo al revelado por los primeros integrantes del romanticismo, pero abocado a una labor más social. Su origen humilde y las bajas  remuneraciones por sus cuadros hicieron que muchos de ellos murieran jóvenes y de enfermedades como la malaria y la tuberculosis. 
La generación del 13 emergió de los barrios más pobres del país. En un principio, sus miembros estudiaron con Pedro Lira y luego recibieron las influencias del español Álvarez de Sotomayor, de quien heredaron el estilo, semejante en esencia a Velásquez.
Esta generación tiene numerosos apodos entre los que se encuentran: «Generación del centenario» o «grupo centenario», apodo que se les da producto de que muchos de sus miembros se dieron a conocer en la exposición internacional realizada en 1910 con motivo de la celebración del centenario chileno; «generación trágica», en recuerdo de la desdichada y bohemia vida que llevó la mayoría de sus integrantes y la prematura muerte de los mismos; o también «heroica capitanía de pintores», descripción que hace de ellos el poeta Pablo Neruda en reconocimiento a su esfuerzo por revelar las situaciones sociales censuradas, los retratos del pueblo y de la vida mapuche.

## Antecedentes históricos

### Situación social

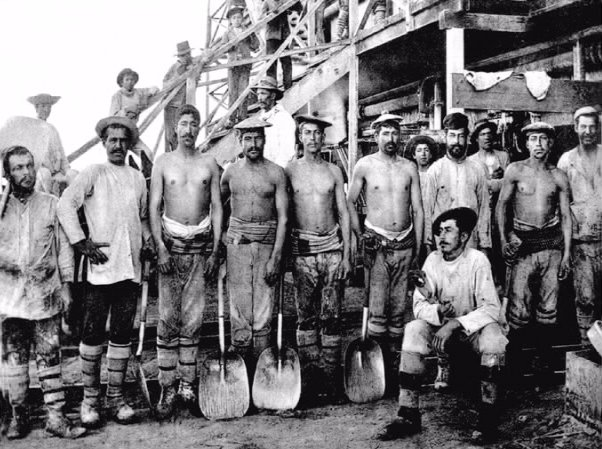
Los trabajadores del salitre sufrieron los abusos de la aristocracia por más de 30 años. Su sufrimiento y las masacres registradas durante esos años molestaron al proletariado y despertaron descontento en las clases más desposeídas.

La generación del 13 fue la culminación de un proceso histórico que se llevó a cabo durante la segunda mitad del siglo XIX.
Históricamente, la aristocracia ejerció un abuso de la clase obrera que dejó un gran desencanto social. En esta época, personajes ilustrados comenzaron a hablar en contra de la revolución industrial y de su tendencia a deshumanizar el trabajo.[cita requerida] Entre las ideologías mundiales que comenzaron a gestarse, destacó el inicio del comunismo.
Aunque Chile no fue pionero en estos ideales, mantuvo un grupo de pensadores importantes que ya planteaban los cambios evidentes a la cuasi esclavitud que se llevaba a cabo con los trabajadores, especialmente en áreas como la agricultura y la minería.[cita requerida]
Por lo menos hasta el final del siglo, los artistas no adhirieron a esta sensibilidad en parte porque su propia educación artística no estaba ligada al entorno del campo ni tampoco el campo formaba parte de sus clientes. La mayoría de los pintores eran descendientes de europeos o se limitaban al mundo urbano, por lo que no poseían contacto con el entorno rural.

### Pedro Lira, Juan Francisco González y la Colonia  Tolstoyana

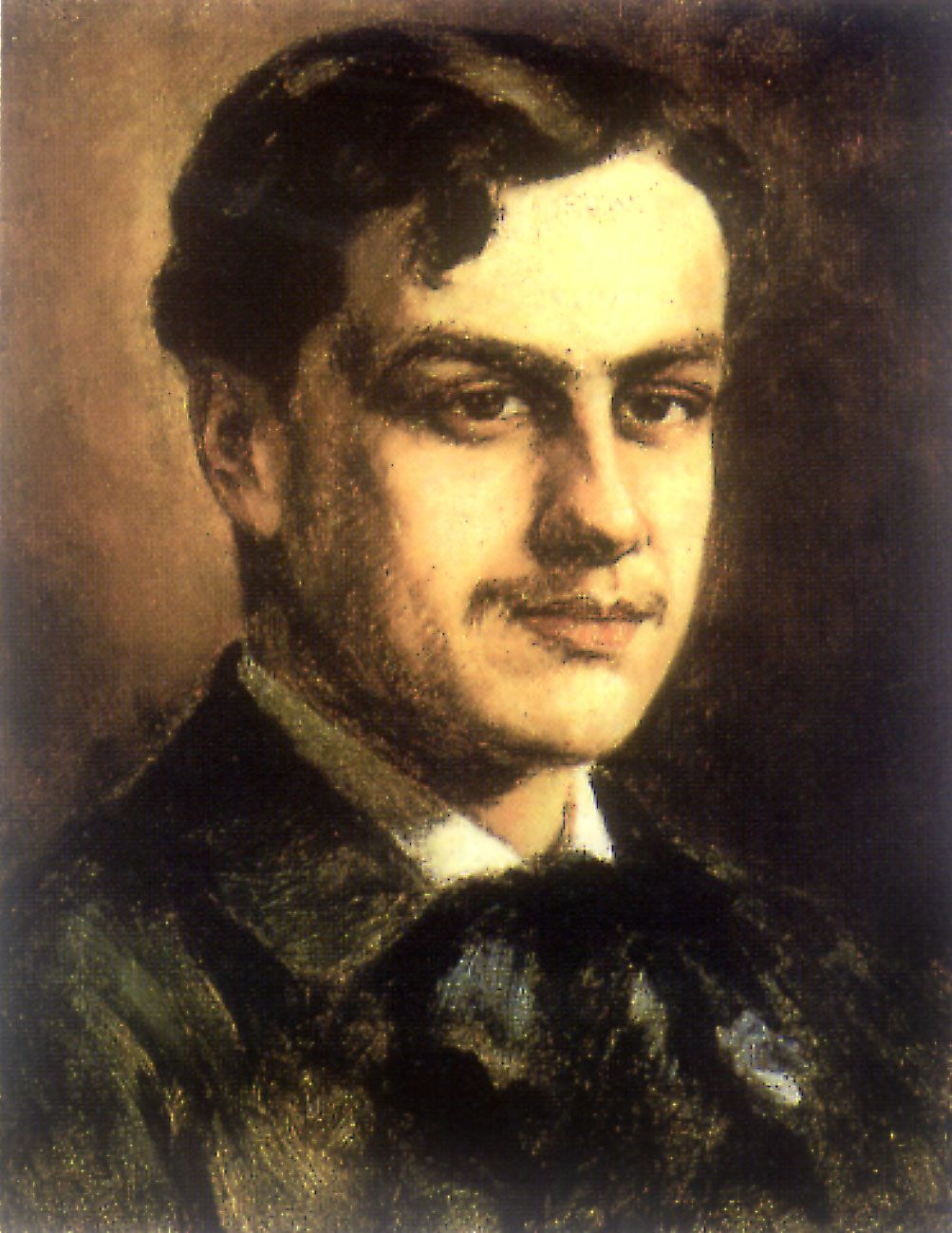
Retrato de Augusto D'Halmar por Juan Francisco González. Como miembros de la Colonia Tolstoyana, González y D'Halmar se dedicaron a contribuir con la enseñanza del arte en sectores de escasos recursos ampliando por primera vez en Chile los límites de la cultura hasta entonces exclusiva para la clase alta.

De los grandes pintores nacionales, Juan Francisco González y Pedro Lira fueron los que más aportaron a la generación del 13. González aportó su conciencia rupturista y las clases de pintura en Bellas Artes, mientras que Lira enseñó a sus discípulos las maniobras del modelado humano y la proporción, elementos en lo que destacaba.
La crítica especializada fue dura con González, pero sus aportes se hicieron notar por medio de la «Colonia Tolstoyana», un grupo dedicado a la enseñanza del arte en sectores desposeídos y alejados de la vida cultural. A pesar de los elementos en contra, la persistencia y el carisma le valieron un no menor séquito de jóvenes alumnos, quienes estaban más interesados en la controversia social y la revolución antes que la vida acomodada de la elite chilena. Para el santiaguino, su deseo de pintar en tornos rústicos y cotidianos era cada vez más frecuente. Para esto, acostumbraba a salir a pintar al aire libre por lo que desarrolló un estilo de pintura diametralmente opuesto al academicismo imperante.
Con Lira la relación del grupo fue diferente. El maestro era ampliamente respetado por todos los sectores y no presentó inconvenientes en su enseñanza hasta la llegada de su reemplazante Álvarez de Sotomayor. Su aporte fue no menor considerando que la generación del 13 destacó entre sus características la realización del correcto modelo humano.

### Álvarez de Sotomayor y la Escuela de Bellas Artes
Fernando Álvarez de Sotomayor fue un notable pintor español que tomó el mando de la Escuela de Bellas Artes en 1910, tras la salida de Virginio Arias. Se sabe también que el español, tras la muerte de Cosme San Martín en 1908, había asumido con anterioridad como profesor de la escuela.
El español se preocupó de traer a Chile un arte ya olvidado hacía 100 años, la herencia ibérica. Si bien no fue una corriente de larga duración, fue fundamental a la hora de tratar los temas asociados al realismo como la conciencia social. La generación del 13 recibió gran influencia de su maestro, el cual estuvo presente en muchos de sus cuadros. Tras la conformación oficial del grupo, Sotomayor pasó a segundo plano y, terminado su contrato, regresó a España, aproximadamente en 1915.
Para el crítico de arte Luis Álvarez Urquieta, «la pasada de Álvarez de Sotomayor por nuestra escuela no pudo haber sido más fructífera; reformó su reglamento, casi duplicó el número de matriculados y formó numerosos discípulos que fueron una esperanza para el porvenir de nuestro arte».

## Historia

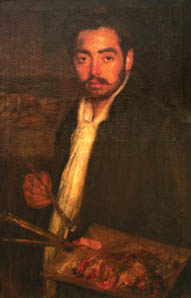
Pintor Bohemio de Ezequiel Plaza. Para muchos historiadores la situación de desamparo y bohemia de la «generación trágica» podía resumirse en el cuadro Pintor Bohemio, óleo para el que posaron los mellizos Vergara.

A comienzos de siglo XX, la República de Chile vivió una época de valoración artística de la mano de la celebración que iba a llevarse a cabo para la celebración de su primer centenario. Un ejemplo de los hitos arquitectónicos de la época fue la fundación del Museo de Bellas Artes en la actual ubicación. La euforia por embellecer la ciudad con las tendencias europeas no fue opacada por el terremoto sucedido en los años anteriores y se puede ver aún los reflejos de la fructífera época de construcción, especialmente en Santiago.
Sin embargo, los problemas sociales se acrecentaban con el tiempo y la falta de coincidencia entre los estrepitosos gastos en cultura se contradecían con la situación de miles de trabajadores y campesinos que se veían obligados a buscar trabajos en la ciudad a costa de perder parte de su dignidad y su nivel de vida.
Nuevos pintores chilenos entraron a la academia esta vez de una clase perteneciente al proletariado. Sotomayor les enseñó y los educó para ser capaces de conseguir su sello personal y adentrarse en temas hasta entonces tabú. Los de la generación del 13, en palabras de Bindis, «exaltaron el trabajo del campesino y el obrero, el rancho huaso y las costumbres populares».[cita requerida]

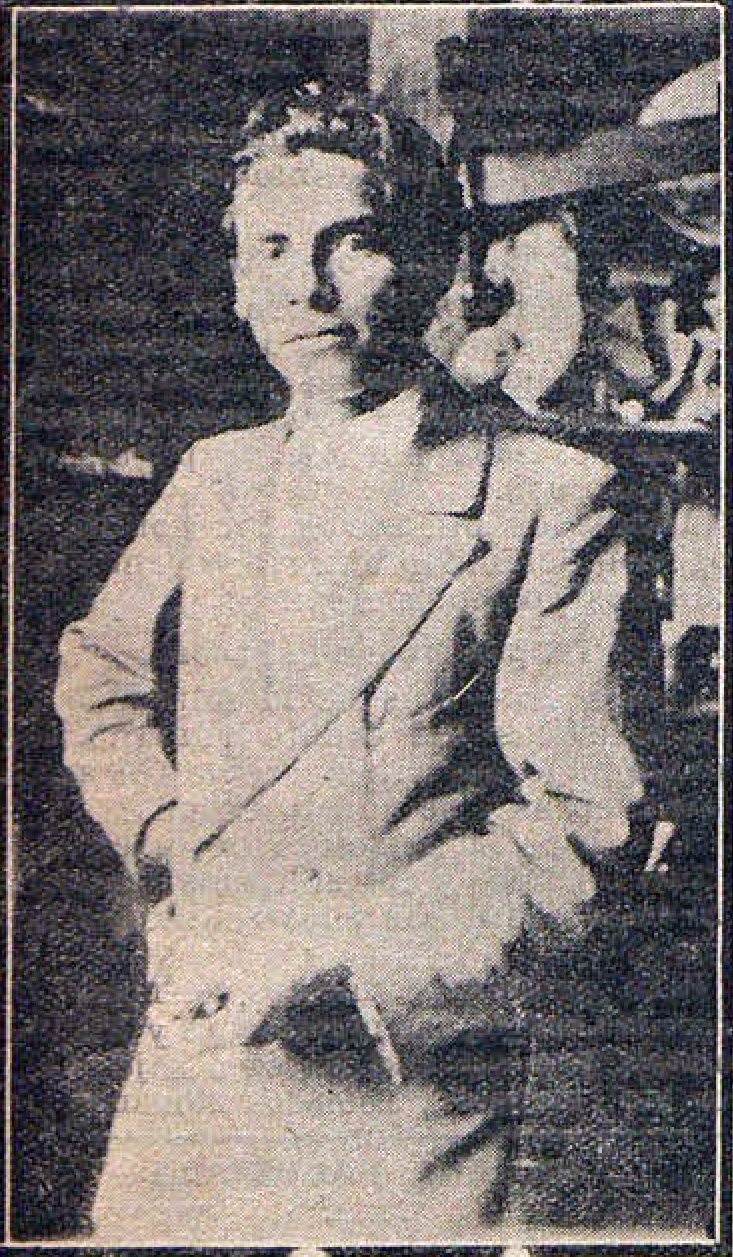
Alfredo Lobos

Según Gaspar Ivaelic, esta joven promoción se definió temáticamente por el paisaje y por el acontecer cotidiano.[cita requerida] En ambos casos acortó la distancia con lo real, evitando una actitud neutral respecto a lo observado o recordado. La realidad humana no fue considerada como un fenómeno puramente visual, sino como una vivencia personal. El pintor sintió en carne propia la realidad que vivía.
Es de recordar que el grupo también se hizo conocido bajo el nombre de «generación del Centenario» debido a que algunos de sus adherentes en realidad se dieron a conocer en 1910, tres años antes de la exhibición en El Mercurio.  
El salón de pintura del diario El Mercurio fue para ellos su primera exposición conjunta y fue donde decidieron el nombre que llevaría el grupo.
Como revela la tesis de grado de Enrique Schwember:

«El  grupo de jóvenes creadores y su producción generan el quiebre, tanto en lo social como en lo propiamente artístico. Es posible que el arte nacional de la segunda mitad del siglo XX de cualquier forma habría completado su moderna evolución, pero fue la Generación del 13 la que provocó la primera renovación frente a la vieja educación plástica. Hasta antes de su aparición y salvo la situación del plebeyo Juan Francisco González, las artes plásticas eran privilegio sólo de los sectores más acomodados, o ejercidas bajo su aceptación, como una actividad refinada, limitada por el enfoque académico francés de buen gusto y equilibrio propios de una tradición realista y romántica. Los distinguidos señores pintaban sin limitaciones sociales ni económicas».
Enrique Schwember Fernández.

Entre los participantes de la exhibición, se encontraban Abelardo Bustamante, Pedro Luna, Guillermo María, José Prida y Ulises Vásquez. Cabe señalar que otros integrantes del grupo no actuaron en la presentación, pero se les considera en el grupo producto de sus coincidencias estilísticas.

## Estilo
La generación del 13 practicó la pintura con relación al realismo vernacular, esto es, la pintura relacionada con la realidad de la situación abocada al ámbito del campesinado y la vida normal. Se alejaron, entonces, de los temas tradicionales manteniendo ciertos conceptos como el respeto por el volumen y el color, así como la solvencia técnica para tratar la figura humana.
También exploraron el tema melancólico con colores sombríos, pincelada ancha y formas amplias. Resurgió con fuerza el tema del retrato y se abandonó la mitología y se prestó menor atención a la religión. 
Según Antonio Romera, en la generación del 13 regía «algo que le es muy característico y lleno de significación: una impalpable, una tenue, una grácil melancolía».[cita requerida]
Y es que para él:

«Entre los muchos méritos que nimaban las obras de estos pintores esta sinceridad con que supieran seguir la docencia ejemplar del maestro. Hombres llenos de apetencias y cargados de vocaciones, sometieron su musa  y su instinto a un afán constante de perfección. Trabajaban  laboraban  y supieron hacer silencio en una obra de belleza y poesía».

Finalmente, Romera nos recuerda que, entre otras razones, Pablo Neruda los llamó la «Heroica capitanía de pintores».[cita requerida]
Trabajaron el arte del asunto costumbrista, el trabajo del obrero, el rancho huaso y los temas mapuches.[cita requerida]
Su uso de los rojos fue característico; también ocuparon los verdes intensos y los colores pardos. El efecto de la luminosidad fue importante para esta generación, demostrando un cierto detalle que nos recuerda a la pintura española heredada de su maestro.
El estilo de la generación del 13 no fue decisivo a la hora de cambiar los parámetros de la estructura de la obra —elemento logrado por sus sucesores históricos: el «grupo Montparnasse» y la «generación del 28»—, pero su efecto en la pintura nacional se puede ver en un especial uso de los colores que se acercan cada vez más a la pintura realista. 
Si bien el grupo compartió semejanzas evidentes, muchos de sus alumnos tenían sellos muy marcados a la hora de pintar —tales fueron los casos de Arturo Gordon o Pedro Luna, que drásticamente diferentes en sus telas, refieren a lo mismo y son ambos también algunos de los mejores representantes del grupo—.[cita requerida]

## Pintores del grupo
Aunque no existe una lista estricta de los miembros de la generación del 13, varios autores señalan que entre los principales representantes se cuentan: Agustín Abarca, Abelardo Bustamante,  Arturo Gordon, Carlos Isamitt, los hermanos Lobos, Pedro Luna, Elmina Moisan y Ezequiel Plaza.

### Pintores conocidos del grupo

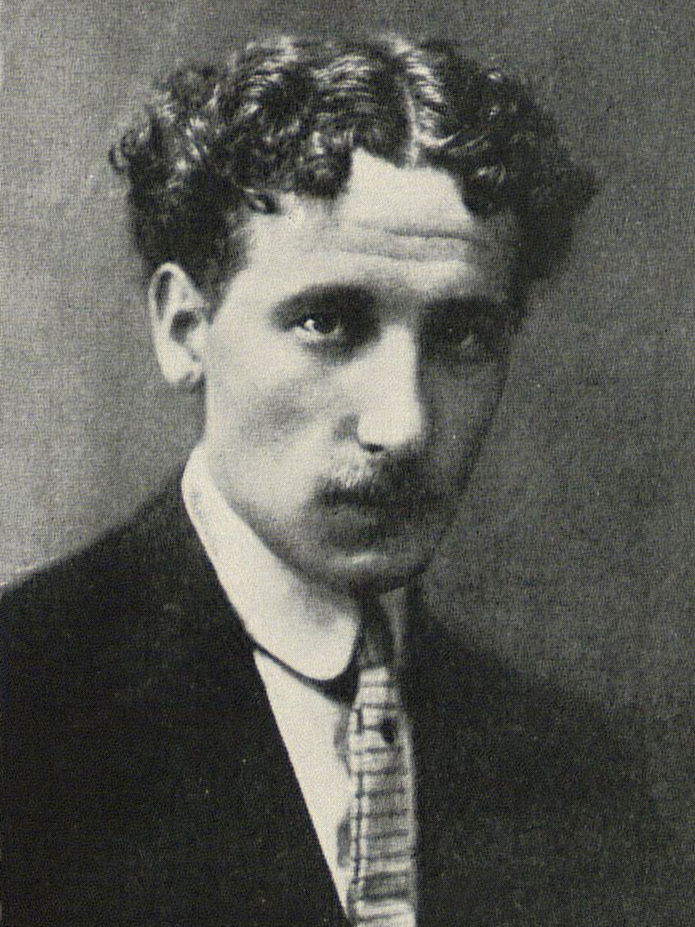
Otto Georgi en 1920.

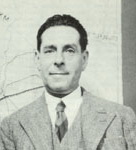
Arturo Gordon Vargas.

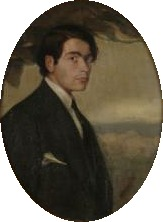
Autorretrato de Alberto Lobos.

- Agustín Abarca (1882-1953): Nacido en Talca, fue el segundo Premio nacional de arte de Chile. Tomó clases con Pedro Lira y Pablo Burchard. Uno de los últimos pintores de esta generación, a vista de Romera, y también uno de los más longevos (llegó a vivir 84 años). Entre sus cuadros, destacan aquellos referidos al bosque chileno.

- Francisco Alcalde (1885-1946): Se sabe que es autor de la obra Paisaje de otoño, la que está actualmente en el Museo de Bellas Artes.

- Judith Alpi (1893-1983): Se desempeñó como profesora de Artes en el Liceo N.º 1 de niñas; recibió varios premios a lo largo de su vida.

- Gilberto Avendaño (1891-1964): Junto a Abelardo Bustamante, defendió con vehemencia sus posturas artísticas. En el mundo nocturno se le conoció como «Loro Gilbert» por su chispa y locuacidad proverbial. Se desarrolló como dibujante y retratista.[8]

- Enrique Bertrix (1895-1915): Hijo de inmigrantes franceses, fue el más joven de la generación de Álvarez de Sotomayor. En 1914 viajó a Francia a participar de la Primera Guerra Mundial, donde murió. Pese a su corta vida, recibió importantes premios en los salones oficiales de Chile.

- Abelardo Bustamante (1888-1934): Se le conocía como «Pashin» Bustamante. Además de la pintura, también incursionó en el campo de la talla de madera, mueble y grabado. Viajó becado a Europa; sin embargo, al regresar a Chile, murió en la pobreza.

- Jerónimo Costa (1880-1967): Nació en Italia y llegó a Chile a la edad de cuatro años. Compartió estilo con la generación del 13, pero se mantuvo alejado de sus compañeros; tomó clases con Arturo Gordon y Pedro Lira.

- Manuel Gallinato: Se desempeñó como profesor en el Liceo de Los Andes; pintó casa antiguas y paisajes chilenos.

- Otto Georgi (1890-1969): En 1926 se casó con su compañera de generación la pintora Elmina Moisan. Sobresalió en el dibujo, la acuarela y el pastel, se especializó en técnicas de cerámica y mosaico.[9]

- Ricardo Gilbert: Tenaz defensor de su grupo, según Ricardo Bindis.[cita requerida] Destaca de él un retrato de Juan Francisco González.

- Arturo Gordon (1883-1944): Uno de los miembros más conocidos del grupo; destacan entre sus pinturas Velorio de un angelito y La zamacueca.  A comienzos de su carrera, realizó estudios de arquitectura, pero la abandonó por la pintura. Fue alumno de Pedro Lira y Cosme San Martín. Su habilidad era tal que Álvarez de Sotomayor lo llamaba «el Goya chileno».[cita requerida] Gordon prefirió tratar temas relacionados con lo campestre y popular, tópicos por los que recibió numerosos premios a lo largo de su vida. También se desempeñó como profesor de pintura en Viña del Mar.

- Carlos Isamitt (1887-1974): Destacado músico chileno; fue premio nacional de arte, en la mención música, en 1965. Fue profesor y director de la Escuela de Bellas Artes.

- Humberto Izquierdo (¿?): Destacó como retratista de la alta sociedad. Radicado en Argentina, se desconocen mayores antecedentes de su vida y su muerte.

- Los hermanos Lobos: fueron un grupo de tres hermanos de procedencia modesta que ejerció gran influencia entre sus compañeros; también se les recuerda como amantes de la tradición española, herencia recogida de su profesor.
  - Enrique Lobos (1887-1918), el mayor de los hermanos, recibió la influencia de su compañero Beatrix, para algunos autores el más genuino representante de la generación del 13.
  - Alfredo Lobos (1890-1928), viajó a España donde realizó una gran exposición; murió antes de cosechar éxito en Chile.
  - Alberto Lobos (1892-1925), nació en Rancagua como el menor de los hermanos; murió a la edad de 33 años (existen discrepancias en la fecha de su muerte).

- Pedro Luna (1892-1956): Uno de los más estudiados pintores de esta generación, Pedro Luna se convirtió en un retratista de la vida mapuche y uno de los autores más prolíficos de la generación. Trabajó en el retrato, aunque también tuvo notables logros en el paisaje, donde Antonio Romera dice que «se puede observar su temperamento desbordante, su ímpetu pasional y su fuerza plástica».[cita requerida]

- Andrés Madariaga (1879-1920): Tuvo escasa participación en el grupo; trabajó paisajes urbanos y rurales aunque también incursionó en el retrato.

- Fernando Meza (1890-1929): Pintó temas relacionados con el otoño y la ciudad de Valparaíso. Murió en Concepción.

- Elmina Moisan (1897-1938): Obtuvo importantes premios a lo largo de su vida, como la medalla de oro en la Feria iberoamericana de Sevilla en 1929. Murió víctima de malaria en Perú.

- Enrique Moya (1892-1918): Se sabe poco de su vida y su muerte también es difícil de datar. Se desempeñó como retratista de tendencia goyesca.

- Ezequiel Plaza (1892-1947): Su estilo proveniente de una corriente artística cercana al realismo académico que evolucionó hacia una especie de «idealismo», como señala Romera.[cita requerida] Poseyó numerosos cuadros bien logrados entre los que destaca Pintor bohemio, cuadro que muchos autores califican como el símbolo de la «generación trágica».[cita requerida]

- José Prida (1889-1984): Nació en Torazo, Asturias, España. En 1907 emigra a Chile, donde se forma con Álvarez de Sotomayor. Participó de las exposiciones realizadas en el diario El Mercurio en 1913.

- Jaime Torrent (1893-1925): Nació en Linares; su estilo mostró la influencia de su maestro a la hora de detallar rasgos anatómicos. Murió víctima de la tuberculosis. Retrató a Julio Vásquez Cortez, mecenas del grupo.

- Ulises Vásquez (1892-1942): Paisajista, estudió con Lira y Valenzuela Llanos. Fue citado por Neruda en un poema para referirse al grupo.[cita requerida]

También participaron del grupo:
- Carlos Ludstedt
- Óscar Millán
- Estela Ross Mujica
- Guillermo Vergara

### Artistas relacionados

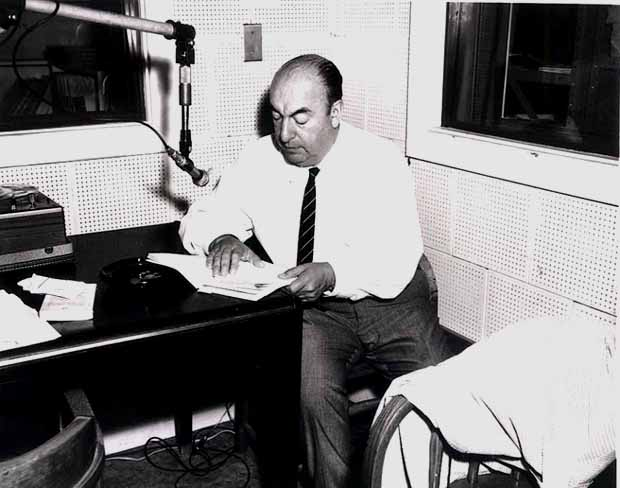
Pablo Neruda llamó a la Generación del 13 la «Heroica capitanía de pintores».

Aunque no participaron activamente del grupo, tuvieron una importante labor en la generación del 13, ya fuese tomando las enseñanzas de estos pintores o como historiadores de la pléyade.[cita requerida]
Destacaron como pintores relacionados Camilo Mori, Jorge Délano y Benito Rebolledo. Los escritores Lautaro García y Jenaro Prieto también recibieron influencia del grupo; así como Manuel Magallanes Moure, estudioso chileno que analizó a los del 13 para la posteridad pictórica chilena.
Asimismo, pueden destacarse personas como Julio Vásquez Cortez, acomodado mecenas de este grupo, quien a través de su vida reunió la colección más amplia de pintura del 13 que se disponía en Chile y de otros pintores menos conocidos. Al terminar el ciclo del «grupo centenario», sus obras fueron recuperadas por este mismo mecenas y fueron donadas después a la Universidad de Concepción, donde se conservan los lienzos en su pinacoteca.
A su vez, Pablo Neruda contribuyó a la difusión de este grupo producto de algunos versos que escribió para ellos.[cita requerida]

## Legado
La «generación del 13» fue el primer grupo artístico de Chile en alcanzar la uniformidad de estilo. Sus pintores, bohemios y admiradores de los maestros españoles, fueron modificando las convenciones académicas con betunes opacos y colores contrastantes. Aunque su efecto en la aristocracia fue menor, su obra se ha mantenido como representante de una de las épocas más duras para la clase media, el sector obrero y el pueblo mapuche. 
Sus protagonistas murieron jóvenes y no serán ellos sino sus contemporáneos del «grupo Montparnasse» los que finalmente terminarían por sepultar definitivamente la labor hegemónica de la Escuela de Bellas Artes. 
Se han realizado varios estudios sobre sus obras, sus sensibilidades y sus cuadros, especialmente aquellos de los miembros más populares del grupo, como Arturo Gordon y Pedro Luna, que son bien cotizados en el mercado artístico chileno.
La «generación trágica» inauguró el arte campesino y la corriente española. Uno de sus más notables logros fue la demostración de que la pintura, incluso realizada por gente de escasos recursos y con poca formación, también era capaz de ser de calidad.

## Galería

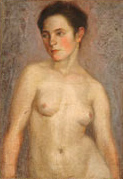
Desnudo por Abelardo «Pashin» Bustamante.
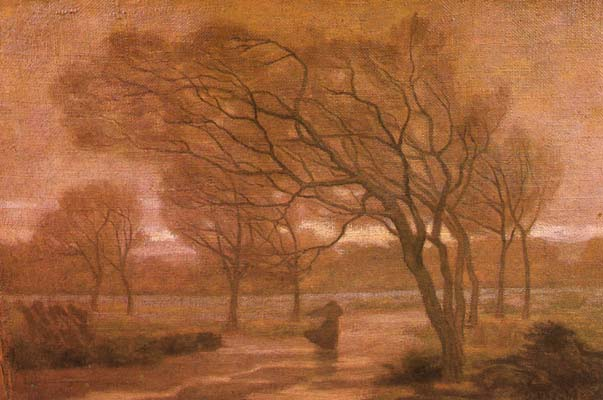
Viento puelche por Ulises Vásquez.
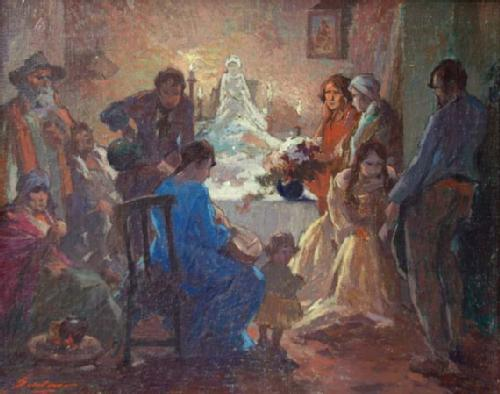
Velorio de un angelito de Arturo Gordon.

## Museos con cuadros de la generación del 13
- Casa del Arte, Concepción.

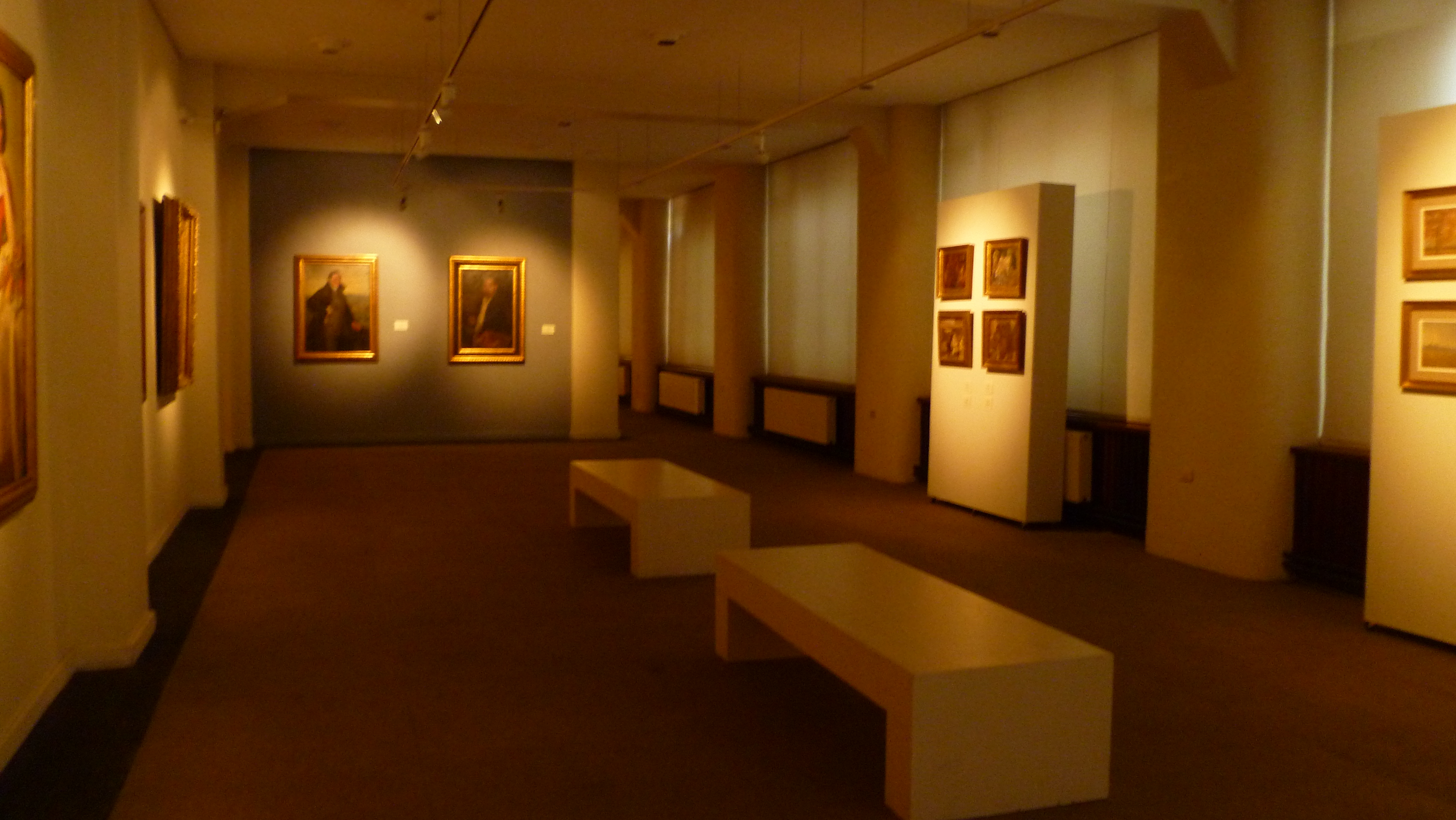
La «Sala "Generación del 13"» posee una muestra permanente de pinturas de este período, ubicadas en la Casa del Arte de la Universidad de Concepción.

- Museo Nacional de Bellas Artes de Chile, Santiago de Chile.
- Museo Histórico O'Higginiano, Talca.
- Museo de Bellas Artes de Valparaíso